# Kurtzia humboldti
Kurtzia humboldti é uma espécie de gastrópode do gênero Kurtzia, pertencente a família Mangeliidae.